# Le Châtiment (film, 1969)
Pour les articles homonymes, voir Le Châtiment.
Pour plus de détails, voir Fiche technique et Distribution.
Le Châtiment (Возмездие, Vozmezdie) est un film soviétique réalisé par Aleksandr Stolper, tourné en 1967 et sorti en 1969,. L'histoire est adaptée du roman On ne naît pas soldat de Constantin Simonov.

## Fiche technique
- Titre français : Le Châtiment[3]
- Titre original : Возмездие, Vozmezdie[1]
- Photographie : Nikolaï Olonovski
- Décors : Ivan Plastilkin, Evgeni Serganov, Ganna Ganevskaia
- Montage : Alexandra Kamagorova
- Date de sortie :
  - Union soviétique : 19 mai 1969[1]

## Distribution
- Kirill Lavrov : capitaine Ivan Sintsov
- Anatoli Papanov : général de division Fiodor Serpiline
- Lioudmila Krylova : Tania Ovsiannikova, médecin militaire
- Grigori Gaï : commissaire Berezhnoï
- Aleksandr Grave : colonel Gennadi Pikine
- Aleksandr Plotnikov : général de division Ivan Kuzmich
- Vladimir Sedov : major Barabanov
- Youri Stoskov : commissaire Levachov
- Sergueï Chakourov : lieutenant Nikolaï Iline
- Viktor Titov : instructeur politique Zavalishin
- Youri Vizbor : commissaire Konstantin Zakharov
- Nina Ourgant : Sima Souvorova
- Piotr Glebov : épisode